# AT&T Midtown Center
AT&T Midtown Center I es un rascacielos de 206,4 m (677,2 pies) de altura y 46 plantas situado en Midtown Atlanta, Georgia, Estados Unidos. Era conocido antiguamente como BellSouth Center y Southern Bell Center. Completado en 1982, sirve como la sede regional de BellSouth Telecommunications, también llamada AT&T Southeast, y fue adquirida por AT&T como parte de su compra de BellSouth. La sede de BellSouth se situaba previamente en el edificio Campanile, también en Midtown.

## Historia
La empresa, llamada entonces Southern Bell, planeó originalmente construir el aparcamiento para la torre una manzana al este, en la esquina de Ponce de León Avenue y Peachtree Street. Esto hubiera exigido la demolición del histórico Teatro Fox, lo que hubiera sido una pérdida especialmente grande a la ciudad después de que el Gran teatro Loew fuera destruido por un fuego en 1978. Una gran oposición, protestas, recaudación de fondos, y campañas de peticiones en la población evitaron la demolición del Teatro Fox. Incluso Liberace habló a favor del "Fabuloso Fox". Finalmente, se alcanzó un complicado acuerdo para construir el aparcamiento en un sitio alternativo al norte de la torre principal, en West Peachtree Street.  
El edificio tiene entrada directa a la estación del Metro de Atlanta North Avenue, situada en el extremo sur del complejo, que fue construida al mismo tiempo que el edificio e integrada en los cimientos. En 2002, BellSouth completó la construcción de dos edificios de media altura adicionales al lado de la torre para formar su campus Bellsouth Midtown Center, como parte de su esfuerzo para consolidar espacio de oficinas cerca de estaciones de transporte público.
Los arquitectos que diseñaron la torre fueron Skidmore, Owings and Merrill y Rosser International, Inc. El contratista general de su construcción fue Beers Skanska, Inc. El edificio sirvió como escenario de la película de ciencia ficción de 1993 RoboCop 3, en la que fue usado como la sede de la mega corporación malvada O. C. P., principal organización antagonista en la trilogía RoboCop.